# Cultura de Cherniacove

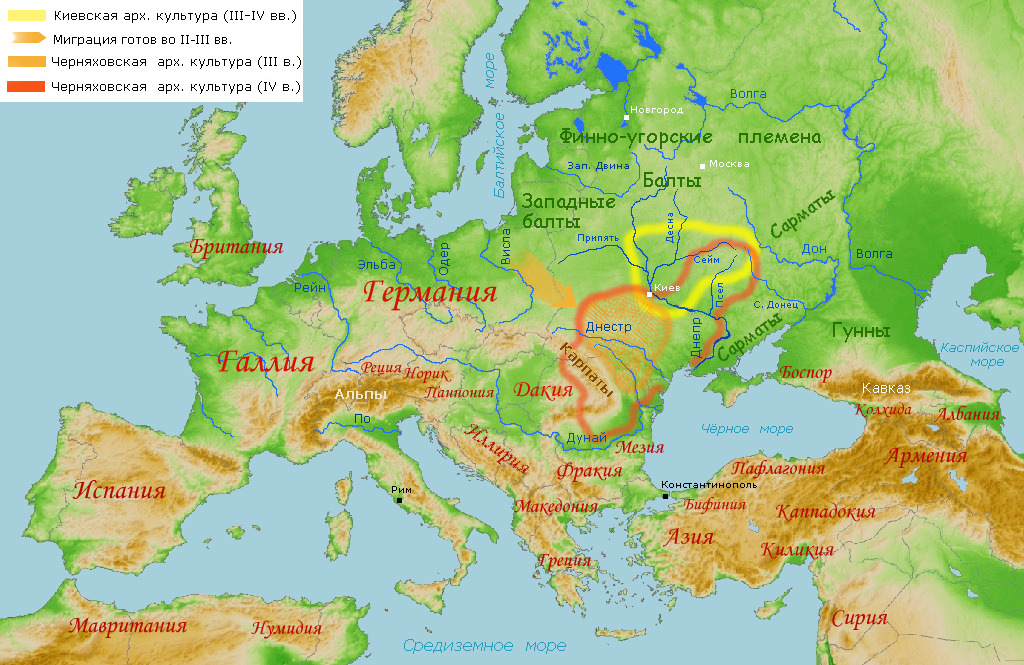
Cultura de Vilemberga, suposta migração dos godos (seta em laranja) nos séculos II e III, cultura de Cherniacove (linha em laranja) e no século III (linha vermelha) no século IV, Cultura de Quieve (linha amarela) nos séculos III e IV.

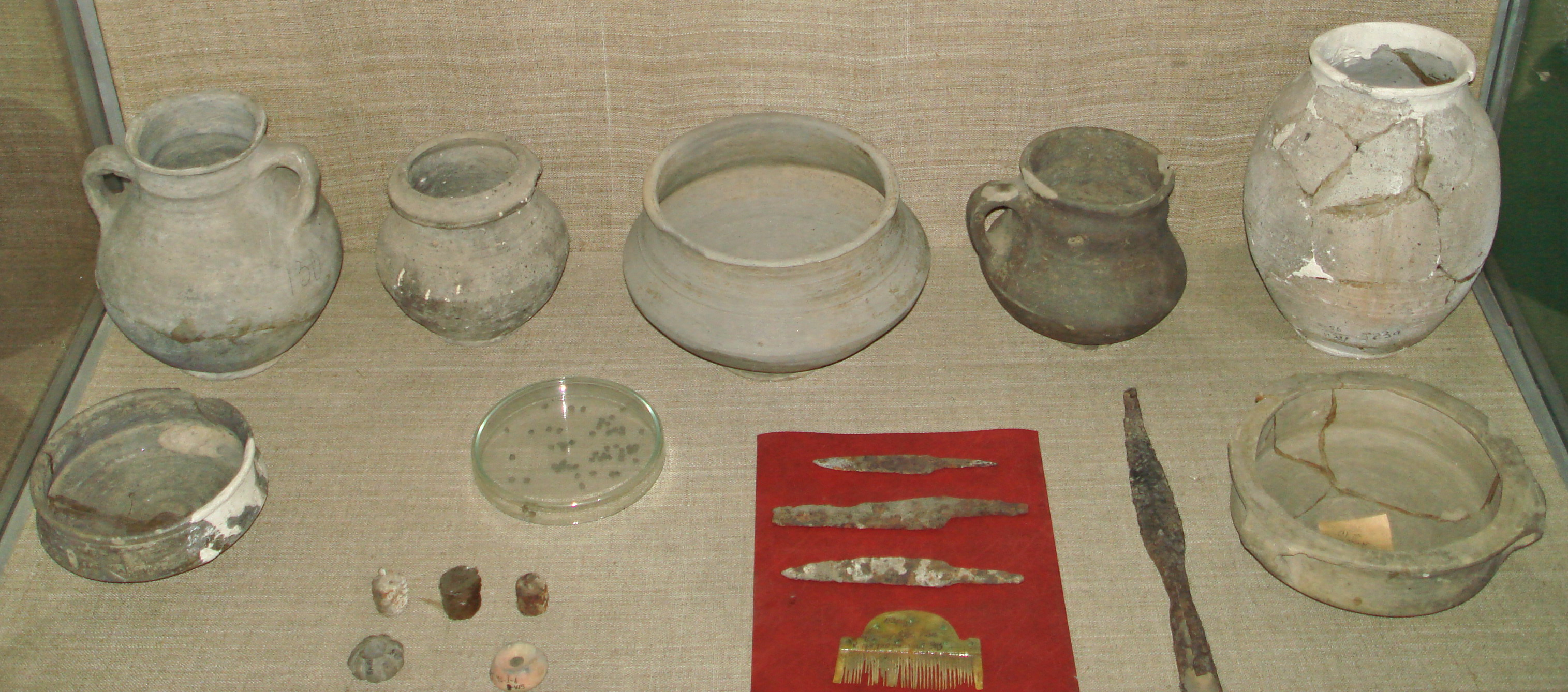
Achados da necrópole de Budeşti no condado de Criuleni, Moldávia, séculos III e IV.

A cultura de Cherniacove/Sântana de Mureș (do século II ao século V) foi encontrada na Ucrânia, Romênia, Moldávia e partes da Bielorrússia.

Em 1900/1901, arqueólogos russos escavaram um cemitério em Cherniacove, não muito distante de Quieve na Ucrânia. Os objetos da sepultura que eles escavaram mostraram uma marcada similaridade com o material descoberto pouco tempo depois por arqueólogos romenos em um cemitério na Transilvânia central, em Sântana de Mureș (Mureș é o rio próximo) - Peter J. Heather, "The Santana de Mureș/Černjachov Culture"
Na mesma região- aproximadamente entre Volínia no norte, os Cárpatos a oeste, o Danúbio e o mar Negro ao sul e o Donets a leste - uma única cultura arqueológica é visível do final do século III até o começo do século V. Esta cultura arqueológica é conhecida como cultura de Sântana de Mureș/Cherniacove e é razoavelmente bem datada nos níveis arqueológicos. - Michael Kulikowski
O epônimo é a vila de Cherniachiv no Oblast de Quieve na Ucrânia (Cherniacove em russo). A cultura existiu entre os século II e V. Por volta do ano 300, a cultura se estendeu para o baixo Danúbio e Transilvânia. É atestada em milhares de sítios. Os godos (os tervíngios e os grutungos) correspondem a pelo menos parte da cultura de Cherniacove.